# Joanna Mary Boyce
Joanna Mary Boyce (née le 7 décembre 1831, morte le 15 juillet 1861), également connue sous son nom de mariage Joanna Mary Wells ou Mme Henry Tanworth Wells, est une peintre britannique connue pour ses portraits, ses scènes de genre et plus rarement ses paysages. Son frère, George Price Boyce, était également peintre, spécialisé dans l'aquarelle et les paysages. Tous deux sont associés au préraphaélisme.

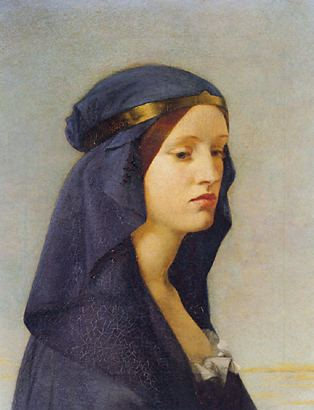
Elgiva, huile sur toile, 1855, collection privée.

## Biographie

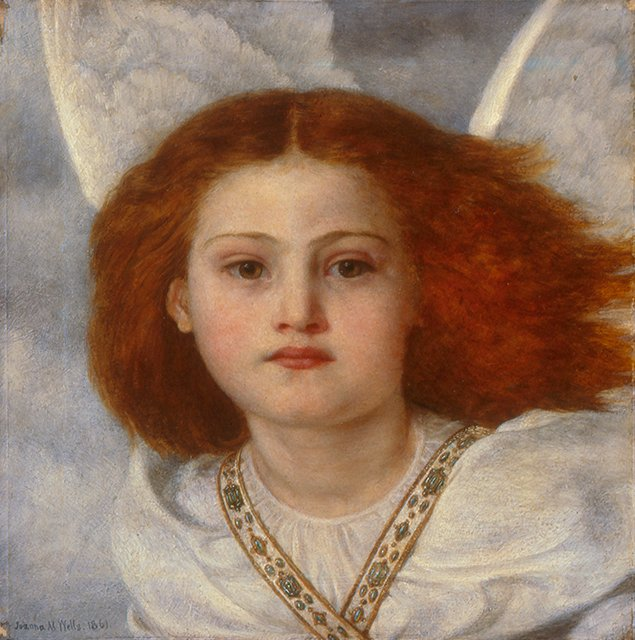
A Bird of God, huile sur toile, 1861, détail. Collection privée.

Joanna Mary Boyce naît le 7 décembre 1831 dans le quartier de Maida Hill, dans le centre de Londres. Elle est la fille de George Boyce, ancien marchand de vin devenu prêteur sur gages, et de son épouse Anne. Son frère aîné, George Price, est né en 1826. À dix-huit ans, elle entre à la Cary's art academy, académie d'arts dirigée par Francis Stephen Cary. Elle étudie ensuite auprès du peintre James Mathews Leigh dans l'école qu'il tient à Newman Street à Londres. En 1855, elle expose son premier tableau, une tête grandeur nature, à la  Royal Academy. La même année, elle voyage à Paris, où elle suit les cours pour dames de l'atelier du peintre d'histoire Thomas Couture.
En 1851, Joanna Boyce rencontre Henry Tanworth Wells, un peintre portraitiste et miniaturiste également influencé par le préraphaélisme (et qui entre plus tard à la Royal Academy). En 1855, Wells la demande en mariage. Elle refuse car elle « [n'a] pas le désir de prendre en charge les responsabilités de la vie d'épouse et désire rester libre pour poursuivre l'œuvre de [sa] vie » (« no desire to take up the responsibilities of married life and wished to remain free to carry on her life’s work »). Henry Wells persévère, Joanna finit par céder et ils se fiancent, mais elle continue à avoir des scrupules et refuse d'aller jusqu'au mariage. Anna Boyce change d'avis à propos du fiancé et désapprouve l'union, qui semble un temps compromise, mais Henry et Joanna continuent à s'écrire. Joanna Boyce passe l'année 1857 en Italie. Le 9 décembre 1957, elle épouse Henry Tanworth Wells à Rome. Avant de rentrer en Angleterre, elle peint la plus grande partie de son tableau The Boys' Crusade, qu'elle expose à la Royal Academy en 1859. 
Par la suite, Joanna Boyce expose plusieurs autres tableaux à la Royal Academy : The Outcasts, The Heather-Gatherers, Do I like Butter?, La Veneziana, Peep-Bo! et A Bird of God. A Bird of God est son dernier tableau, qu'elle laisse achevé sur le chevalet au moment de sa mort.
Joanna Mary Boyce meurt des suites de complications après avoir mis au monde son troisième enfant, Joanna Margaret, le 15 juillet 1861. Après sa mort, Dante Gabriel Rossetti la qualifie de « femme merveilleusement douée » (« wonderfully gifted woman ») et regrette que sa mort précoce ait interrompu sa carrière ; un autre nécrologiste la qualifie de « génie ».